# 嘉祥县
嘉祥县是中国山东省济宁市所辖的一个县。位於山东省济宁市西部，属黄河冲积平原，总面积为975平方公里。縣人民政府駐嘉祥街道。

## 地理[2]
嘉祥县位于山东省济宁市西部，属黄河冲积平原。东西宽16公里，南北长47.5公里，总面积975平方公里（含济宁经开区代管的疃里镇、马集镇）。东临济宁任城区，南接金乡县，西靠菏泽市的巨野和郓城县，北依梁山县，东北隔梁济运河与汶上县相望。县城座落于县境中部，地理座标为东经116°20′、北纬35°24′。县城东至济宁22千米，南至金乡县城45千米，西至巨野县城23千米，北至梁山县城50千米。
嘉祥县大致呈西北东南方向的长方形。地势自西北向东南倾斜，平均倾斜坡度为万分之一。 海拔高度一般在35-40米。低点在县城东南金屯镇东部，海拔35米；高点在县城西北黄垓镇中部，海拔40米。东南比西北相差5米，东比西相差3-4米。全县有大小山头126座，多是东北、西南走向，呈岛状突出平地，主峰海拨高度一般在50-200米，成为鲁、豫、皖、苏交界平原地带的独特自然景观。纸坊镇与马集镇交界处的孟良山（旧名塔山），海拔243.1米，为全县最高点。
嘉祥县境位于黄泛冲平原的边缘，平原主要分布于黄垓镇、老僧堂镇、孟姑集镇、梁宝寺镇、大张楼镇、马村镇、万张街道 、嘉祥街道、卧龙山街道等；洼地主要分布于县城、大张楼镇、梁宝寺镇和县城东南部、金屯镇东部、仲山镇、满硐镇、纸坊镇等。山地主要分布于纸坊镇和满硐镇、仲山镇西部、嘉祥街道的南部、卧龙山街道的中部和南部。
嘉祥县属暖温带季风区大陆性气候，春旱多风，夏热多雨，秋高气爽，冬季干冷，四季分明。年平均气温12.8℃-13. 9℃。在东亚季风影响和控制下，干湿季节分明，年降水量在季节分配上很不均匀。春季温度回暖快，气候多变，降雨稀少，多西南风。3-5月平均降水量99毫米，占年降水量的15% ，而蒸发量大，常形成春旱，夏季炎热多雨，高温高湿，降水集中，常有暴雨。6―8月份平均降水量398.5毫米，占年降水量的60%。由于降水集中，强度大，多形成洪涝灾害和旱涝相间发生。秋季气温急降，雨量减少，天多晴朗，9―11月平均降水量133.7毫米，占年降水量的20%，常发生秋旱。冬季常为高压控制，气候干冷，雨雪稀少，12月-2月平均降水量30毫米，占年降水量的5%。

## 历史[3]
嘉祥历史悠久。从双凤村和长直集村发掘的石刀、石斧、石凿等文物验证，嘉祥县远在新石器时代就有人聚居。数千年来，隶属多变。
相传春秋时期鲁哀公西取狩猎，获一麒麟，取嘉美祥瑞之意，而得“嘉祥”之名。嘉祥是古代儒家四圣（孔子、孟子、曾子、颜子）之一曾子的故里。曾子弟子乐正子春、公明仪、公明宣、沈犹行、阳明夫、子襄等也是嘉祥人。
西周时属兖州，春秋时属鲁国南武城，战国时属齐国，秦朝时属薛郡爱戚县。到三国（魏）时属兖州山阳郡巨野县。公元265年（西晋泰始元年）属兖州高平国巨野县。
公元395年（东晋天平元年）分属兖州高平郡巨野县和兖州任城郡任城县。
公元612年（隋大业八年）分属兖州东平郡巨野县和兖州鲁郡任城县。公元741年（唐开元二十九年）分属河南道郓州东平郡巨野县和河南道鲁郡任城县。
公元907年（五代后梁开平元年）分属河南道郓州东平郡巨野县和河南道兖州鲁郡任城县。公元952年（五代后周广顺二年）分属河南道济州巨野县、任城县，1074年（北宋熙宁七年）属京东西路济州巨野县、任城县。
1147年（南宋绍兴十七年，金皇统七年），析巨野、任城二县地置县，治所设在山口镇。借春秋时鲁哀公十四年春“西狞获麟”的故事，取其祥瑞之意，定名为嘉祥县，时属山东西路济州。元初属山东东西道济宁路总管府。
1252年（元宪宗二年），属山东东西道东平路总管府。1266年（元至元三年）改属济州。1279年（至元十六年），属济宁路单州。明初隶属未变。1371年（明洪武四年）属山东布政司济宁府。1385年（洪武十八年）属兖州府。清初属山东省兖州府济宁州，1724年（清雍正二年）属济宁直隶州。1735年（雍正八年）属曹州府济宁州。1735年（雍正十三年）属兖州府济宁州。1776年（清乾隆四十一年）复属济宁直隶州。
1913年属山东省岱南道，1914年改属济宁道。
1928年5月，直属山东省。1941年，国民党嘉祥县政府隶属山东省第二专署。
1938年11月，日伪嘉祥县公署隶属日伪山东省公署鲁西道尹公署。1939年7月，日伪嘉祥县公署隶属日伪山东省公署兖济道尹公署。
1944年10月，嘉祥县抗日民主政府成立，隶属冀鲁豫十一专署巨南办事处。 1945年11月，隶属背鲁预三专署。
1946年1月，隶属冀鲁豫七专署，1946年3月，隶属冀鲁豫二专署。1946年11月，隶属冀鲁豫七专署。1949年8月，嘉祥县属平原省湖西专区。1952年11月，属山东省湖西专区，1953年8月，属山东省济宁专区。1958年11月撤销嘉祥县建制，大部地区并入济宁市；1962年1月，恢复嘉祥县原建制，仍属山东省济宁专区。1967年2月，嘉祥县属山东省济宁地区。1983年10月，嘉祥县属山东省济宁市。
明万历《嘉祥县志》记载：“嘉祥县境东到济宁州界八里，西至巨野县界二十五里，南至金乡县界四十五里，北至汶上县界二十五里。”清光绪《嘉祥县志》载：“东至济宁州界十里”，其余均同明万历《嘉祥县志》记载。1920年《山东各县乡土调查录》载：“嘉祥县境东至济宁县界周村铺十里，西至巨野县界杨家楼二十五里，南至金乡县界陈家坡五十里，北至汶上县界大堤头二十五里。”直至1944年8月，嘉祥县境没有大的变动。
1944年8月，原属巨野县的乐土村、府君庙、范店、黄山头、吴平坊、庞庄、齐山、马山、核桃园、魏庄、满庄、前王庄、后王庄、前山王程店、后山王程店、刘庄、李街、张街18个村划归嘉祥县，同时将嘉祥县的独山头和禹庄划归巨野县。
1946年9月，原属嘉祥县的辛庄、于庄、太平庄、大店子、店子、寺前铺、秦嘴、水牛陈、长沟9个村庄划归新设的济北县。
1947年6月，济北县第四区划归嘉祥县，改称嘉祥县王集区。
1949年9月，原济宁县的安居、喻屯、王贵屯3个区划归嘉祥县。
1953年8月，撤销南旺县建制，原属该县的黄垓、梁宝寺、马村、孟姑集4个区44个乡242个村划归嘉祥县。同时将十一区（王贵屯）东南部的小口门等44个村庄划归微山县。
1956年3月，济宁县西部的三韩乡、康庙乡和长沟镇划归嘉祥县瞳里区。同年9月，安居、唐口、喻屯3个区及瞳里区的长沟镇、三韩乡、康庙乡划归济宁县。
1958年春，原属巨野县的薛家庄、南李庄2村划归嘉祥县孟姑集区。同年11月撤销嘉祥县建制，大部辖区并入济宁市；南部满硐、核桃园一带30个自然村划归金乡县；西部仲山、酒庄、孟姑集一带90个自然村划归巨野县；北部梁宝寺、老僧堂、黄垓一带124个自然村划归郓城县。
1962年1月，恢复嘉祥县建制，县境与前相同。
1990年1月，核桃园乡划归巨野县。
2014年2月，疃里镇、马集镇划归济宁经济技术开发区。

## 人口
根據第七次全国人口普查數據，截至2020年11月1日零時，嘉祥縣常住人口為700149人。

## 行政区划
嘉祥县下辖3个街道办事处、12个镇：
嘉祥街道、卧龙山街道、万张街道、纸坊镇、梁宝寺镇、疃里镇、马村镇、金屯镇、大张楼镇、马集镇、孟姑集镇、老僧堂镇、仲山镇、满硐镇和黄垓镇。

## 名胜古迹
- 嘉祥武氏墓群石刻，俗称武梁祠，也称作武氏墓石祠，位于嘉祥县纸坊镇武翟山北麓，是东汉晚期武氏家族墓地的3座地面石结构祠堂。是第一批全国重点文物保护单位。
- 曾庙，又称曾子庙、宗圣庙，是历代祭祀孔子著名高足曾参的专庙。位于嘉祥县城南23公里的曾子故里——风景秀丽的南武山南麓。曾庙是一处极具代表性的古代官式建筑群体，保留了鲜明的明代建筑风格。曾庙座北朝南，南北通长230米，东西宽120米。主要建筑物30余座。庙内碑碣林立，古柏参天。2006年，被列为国家级文物保护单位。
- 青山寺，位于县城南8.2公里的青山西侧，是以惠济公庙为主体的古建筑群。惠济公庙原名焦王祠，据县志记载：“武王克商，封神农之后于焦，世称焦王。”始封之焦在宏农陕西（今河南陕县），后移城于嘉祥青山东山脚下。现青山东有东、西焦城村，有古焦王城遗址。

## 交通
- 济宁曲阜机场位于嘉祥县境内。
- 327国道过境。